# 주슬기
주슬기(1988년 2월 26일 ~ )는 대한민국의 배우다. 성인이 된 이후부터는 방송 활동을 하지 않고 있다.

## 학력
- 장성중학교 (2004년 졸업)
- 대일외국어고등학교 (2007년 졸업)
- 한국외국어대학교 일본어과 (2007학번 / 학사)

## 연기 활동
드라마
- MBC 《한지붕 세가족》
- 1992년 KBS2 아침드라마 《비 오는 날 오후》 ... 이대원의 딸, 양지 역
- 1993년 SBS 주말극장 《일과 사랑》 ... 빛나 역
- 2001년 SBS 대하드라마 《여인천하》 ... 어린 옥매향 역(박주미 아역)

영화
- 1995년 《엄마에게 애인이 생겼어요!》 ... 민아 역
- 1998년 《효자 달봉이》
- 2002년 《도둑맞곤 못살아》 ... 고수아 역
- 2008년 《하루》

## 방송
- 1992년~1994년 MBC TV 《뽀뽀뽀》
- 1998년 KBS 2TV 《열려라 꿈동산》 ... MC
- 2001년 EBS위성2TV 《컴퓨터는 내친구》 ... MC